# Naidangiin Tüvshinbayar
Naidangiin Tüvshinbayar (em mongol: Найдангийн Түвшинбаяр; Saikhan, 1 de junho de 1984) é um judoca mongol. Ele foi o primeiro campeão olímpico da Mongólia.